# پلانیتسه
پلانیتسه (به چکی: Plánice) یک منطقهٔ مسکونی در جمهوری چک است که در ناحیه کلاتووی واقع شده‌است. پلانیتسه ۱٬۶۹۰ نفر جمعیت دارد.